# Esquí de fondo en los Juegos Olímpicos de Pekín 2022
Las competiciones de esquí de fondo en los Juegos Olímpicos de Pekín 2022 se realizaron en el Centro Nacional de Esquí de Fondo, ubicado en el distrito de Zhangjiakou, 190 km al noroeste de Pekín, del 5 al 20 de febrero de 2022.
En total se disputaron en este deporte doce pruebas diferentes, seis masculinas y seis femeninas.

## Calendario
- Hora local de Pekín (UTC+8).

| Fecha         | Hora  | Prueba                     |
| ------------- | ----- | -------------------------- |
| 5 de febrero  | 15:45 | 15 km F                    |
| 6 de febrero  | 15:00 | 30 km M                    |
| 8 de febrero  | 16:00 | Velocidad individual M y F |
| 10 de febrero | 15:00 | 10 km F                    |
| 11 de febrero | 15:00 | 15 km M                    |

| Fecha         | Hora  | Prueba                     |
| ------------- | ----- | -------------------------- |
| 12 de febrero | 15:30 | Relevo 4 × 5 km F          |
| 13 de febrero | 15:00 | Relevo 4 × 10 km M         |
| 16 de febrero | 17:00 | Velocidad por equipo M y F |
| 19 de febrero | 15:00 | 50 km M                    |
| 20 de febrero | 14:30 | 30 km F                    |

## Medallistas

### Masculino
| Evento                                   | Oro                                                                                         | Plata                                                                                    | Bronce                                                                                   |
| ---------------------------------------- | ------------------------------------------------------------------------------------------- | ---------------------------------------------------------------------------------------- | ---------------------------------------------------------------------------------------- |
| Velocidad individual EL (8 de febrero)   | Johannes Klæbo · Noruega · 2:58,06                                                          | Federico Pellegrino · Italia · 2:58,32                                                   | Alexandr Terentiev · ROC · 2:59,37                                                       |
| Velocidad por equipos EC (16 de febrero) | Noruega · Erik Valnes · Johannes Klæbo · 19:22,99                                           | Finlandia · Iivo Niskanen · Joni Mäki · 19:25,45                                         | ROC · Alexandr Bolshunov · Alexandr Terentiev · 19:27,28                                 |
| 15 km individual EC (11 de febrero)      | Iivo Niskanen · Finlandia · 37:54,8                                                         | Alexandr Bolshunov · ROC · 38:18,0                                                       | Johannes Klæbo · Noruega · 38:23,3                                                       |
| 30 km EM (6 de febrero)                  | Alexandr Bolshunov · ROC · 1:16:09,8                                                        | Denis Spitsov · ROC · 1:17:20,8                                                          | Iivo Niskanen · Finlandia · 1:18:10,0                                                    |
| 50 km EL                                 | Alexandr Bolshunov · ROC · 1:11:32,7                                                        | Ivan Yakimushkin · ROC · 1:11:38,2                                                       | Simen Hegstad Krüger · Noruega · 1:11:39,7                                               |
| Relevos 4 × 10 km (13 de febrero)        | ROC · Alexei Chervotkin · Alexandr Bolshunov · Denis Spitsov · Serguei Ustiugov · 1:54:50,7 | Noruega · Emil Iversen · Pål Golberg · Hans Christer Holund · Johannes Klæbo · 1:55:57,9 | Francia · Richard Jouve · Hugo Lapalus · Clément Parisse · Maurice Manificat · 1:55:57,9 |

| EC – Estilo clásico | EL – Estilo libre | EM – Estilo mixto |

### Femenino
| Evento                                   | Oro                                                                                      | Plata                                                                                     | Bronce                                                                               |
| ---------------------------------------- | ---------------------------------------------------------------------------------------- | ----------------------------------------------------------------------------------------- | ------------------------------------------------------------------------------------ |
| Velocidad individual EL (8 de febrero)   | Jonna Sundling · Suecia · 3:09,68                                                        | Maja Dahlqvist · Suecia · 3:12,56                                                         | Jessica Diggins · Estados Unidos · 3:12,84                                           |
| Velocidad por equipos EC (16 de febrero) | Alemania · Katharina Hennig · Victoria Carl · 22:09,85                                   | Suecia · Maja Dahlqvist · Jonna Sundling · 2:10,02                                        | ROC · Yuliya Stupak · Natalia Nepriayeva · 22:10,56                                  |
| 10 km individual EC (10 de febrero)      | Therese Johaug · Noruega · 28:06,3                                                       | Kerttu Niskanen · Finlandia · 28:06,7                                                     | Krista Pärmäkoski · Finlandia · 28:37,8                                              |
| 15 km EM (5 de febrero)                  | Therese Johaug · Noruega · 44:13,7                                                       | Natalia Nepriayeva · ROC · 44:43,9                                                        | Teresa Stadlober · Austria · 44:44,2                                                 |
| 30 km EL (20 de febrero)                 | Therese Johaug · Noruega · 1:24:54,0                                                     | Jessica Diggins · Estados Unidos · 1:26:37,3                                              | Kerttu Niskanen · Finlandia · 1:27:27,3                                              |
| Relevos 4 × 5 km (12 de febrero)         | ROC · Yuliya Stupak · Natalia Nepriayeva · Tatiana Sorina · Veronika Stepanova · 53:41,0 | Alemania · Katherine Sauerbrey · Katharina Hennig · Victoria Carl · Sofie Krehl · 53:59,2 | Suecia · Maja Dahlqvist · Ebba Andersson · Frida Karlsson · Jonna Sundling · 54:01,7 |

| EC – Estilo clásico | EL – Estilo libre | EM – Estilo mixto |

## Medallero
| Núm. | País           | Oro | Plata | Bronce | Total |
| ---- | -------------- | --- | ----- | ------ | ----- |
| 1    | Noruega        | 5   | 1     | 2      | 8     |
| 2    | ROC            | 4   | 4     | 3      | 11    |
| 3    | Finlandia      | 1   | 2     | 3      | 6     |
| 4    | Suecia         | 1   | 2     | 1      | 4     |
| 5    | Alemania       | 1   | 1     | 0      | 2     |
| 6    | Estados Unidos | 0   | 1     | 1      | 2     |
| 7    | Italia         | 0   | 1     | 0      | 1     |
| 8    | Austria        | 0   | 0     | 1      | 1     |
| 8    | Francia        | 0   | 0     | 1      | 1     |
|      | TOTAL          | 12  | 12    | 12     | 36    |